# Secretaría de Gobierno de la Ciudad de México
La Secretaría de Gobierno de la Ciudad de México es la dependencia administrativa del Gobierno de la Ciudad de México subordinada al ejecutivo local, que tiene la responsabilidad de mantener la gobernabilidad de la ciudad.
Esta secretaría tiene su cargo la interacción con otras autoridades, estados y municipios; la atención del sistema penitenciario; la recuperación de espacios públicos; mantener la gobernabilidad, así como dar seguimiento a temas de corte social como los asuntos metropolitanos; la regulación territorial y los problemas agrarios.

## Antecedentes
Desde la reforma a la Constitución mexicana publicada en el Diario Oficial de la Federación el 25 de junio de 1993 se otorgó al entonces Distrito Federal mayores atribuciones para determinar su administración pública interna, con mayor autonomía respecto a los poderes federales y se determinó la facultad del Congreso de la Unión para generar el Estatuto de Gobierno del Distrito Federal en donde se otorgaba la libertad, al entonces llamado, Jefe de Departamento del Distrito Federal de designar a los titulares de las dependencias de la administración pública capitalina con plena libertad, salvo por el titular de la Procuraduría de Justicia del Distrito Federal y al Secretario de Seguridad Pública, quienes tenían que ser ratificado por el Presidente de la República.
Una posterior reforma constitucional llevada a cabo en 1996, otorga mayores capacidades legislativas a la Asamblea Legislativa del Distrito Federal, cambia la designación del titular del ejecutivo por Jefe de Gobierno del Distrito Federal y se le otorga a los ciudadanos la capacidad de elegirlo por voto directo, conservando las libertades de aquel respecto a la administración pública del Distrito Federal.
Con las nuevas facultades legislativas, la Asamblea expide la "Ley Orgánica de la Administración Pública del Distrito Federal", publicada en la Gaceta Oficial del Distrito Federal el 29 de diciembre de 1998, en cuyo artículo 15 fracción I otorga el fundamento jurídico para la existencia de la Secretaría de Gobierno del Distrito Federal como dependencia de la administración pública de dicha entidad, subordinada al Jefe de Gobierno.

## Funciones
La Ley Orgánica del Poder Ejecutivo y de la Administración Pública de la Ciudad de México es la que determina las facultades que corresponden a la Secretaría de Gobierno. 

A la Secretaría de Gobierno corresponde el despacho de las materias relativas al gobierno; relaciones con órganos y poderes públicos locales y federales; la coordinación metropolitana y regional; centros de reinserción social, justicia para adolescentes y acción cívica.
Artículo 26. Ley Orgánica del Poder Ejecutivo y de la Administración Pública de la Ciudad de México.

Entre sus facultades específicas se encuentran:
I. Suplir las faltas temporales y absolutas de la persona titular de la Jefatura de Gobierno conforme a lo establecido en el artículo 32, apartado D, numerales 3, 4, 5 y 6 de la Constitución Local. 
II. Conducir las relaciones de la persona titular de la Jefatura de Gobierno con los organismos y poderes públicos locales y federales, los gobiernos de las Alcaldías, los órganos de representación ciudadana y los órganos de coordinación metropolitana y regional; 
II. Remitir al Congreso Local las iniciativas de leyes y de decretos de la persona titular de la Jefatura de Gobierno. 
IV. Otorgar a los organismos y poderes públicos locales el apoyo que requieran para el debido ejercicio de sus funciones;.
V. Remitir al Congreso las propuestas de las personas o ternas para ocupar cargos públicos que, de acuerdo con la Constitución Local y las Leyes, la persona titular de la Jefatura de Gobierno deba someter al órgano legislativo para su ratificación o aprobación
VI. Remitir al Congreso las propuestas para ocupar la titularidad de las dependencias de la administración pública local o para su ratificación, en los casos en que se conforme un gobierno de coalición.
VII. Recibir y conservar la información sobre las personas aspirantes y/o funcionarias a que se refieren las fracciones V y VI, en términos de la legislación aplicable
VIII. Tramitar lo relacionado con los nombramientos, ratificaciones, remociones, renuncias y licencias de las personas titulares de las dependencias o entidades cuando así lo establezcan las leyes o decretos
IX. Coordinar las acciones de apoyo del Gobierno de la Ciudad en los procesos electorales, conforme a las disposiciones jurídicas aplicables
X. Conducir la política interior que competa a la persona titular de la Jefatura de Gobierno y no se atribuya expresamente a otra Dependencia
XI. Aplicar las políticas demográficas que fije la Secretaría de Gobernación en el ámbito de la Ciudad y coordinar sus acciones con el Consejo Nacional de Población.
XII. Regular, operar y administrar los Centros Penitenciarios, Centro de Sanciones Administrativas y de Integración Social y Centros Especializados.
XIII. Coadyuvar con el Poder Judicial de la Ciudad en la ejecución de sentencias penales por delitos del fuero común.
XIV. Coordinar las acciones del Órgano Especializado en la Ejecución de Medidas para adolescentes; responsables de los Centros de internamiento y/o Especializados, y de las demás áreas que establezcan las leyes respectivas, observando la autonomía técnica, operativa y de gestión de dicha autoridad.
XV. Coordinar la política pública del Gobierno de la Ciudad de México, para la reinserción social y familiar de las personas liberadas, así como coordinar y concertar acciones con organismos públicos y privados que promuevan el cumplimiento del derecho a la reinserción.
XVI. Impulsar en el ámbito administrativo, el cumplimiento de los preceptos constitucionales federales y locales por parte de las autoridades de la Ciudad, en lo que se refiere a la promoción, respeto, protección y garantía de los derechos humanos y sus garantías, así como dictar las medidas administrativas que se requieran para su cumplimiento.
XVII. Sistematizar, actualizar y publicar el padrón de establecimientos mercantiles de la Ciudad, con base en la información que sea proporcionada y generada por las Alcaldías en el ámbito de sus atribuciones, para sus respectivas demarcaciones territoriales, y conformación en la base de datos abiertos, en estricto apego a las leyes relativas a la protección de datos personales y de transparencia y acceso a la Información pública vigentes; asimismo, coadyuvar con las autoridades respectivas a fin de que en la elaboración y actualización del padrón de establecimientos mercantiles, se cuente con la información que establezca para tal efecto la ley de la materia.
XVIII. Integrar, autorizar y publicar el registro de clasificación de los títulos y contenidos de videojuegos, para su operación comercial en los establecimientos mercantiles, de conformidad con las disposiciones normativas de la materia.
XIX. Determinar los casos en que sea de utilidad pública la expropiación de bienes o la ocupación total o parcial de bienes de propiedad privada y proponer a la persona titular de la Jefatura de Gobierno que emita la declaratoria de expropiación u ocupación correspondiente, en los términos de las disposiciones jurídicas aplicables.
XX. Coordinar las relaciones con las Alcaldías.
XXI. Conocer los recursos de inconformidad interpuestos contra actos y resoluciones que emitan las Alcaldías en el ejercicio de sus funciones, con excepción de aquellos que sean competencia de la Secretaría de la Contraloría General de la Ciudad de México.
XXII. Proponer y coordinar, en su caso, las acciones de la persona titular de la Jefatura de Gobierno, relacionadas con el Sistema de Atención a Víctimas de la Ciudad de México, así como participar en su representación ante los órganos de dicho Sistema, de acuerdo con lo que establezcan las leyes en la materia.
XXIII. Emitir la Alerta por Violencia contra las Mujeres correspondiente, a petición de la Secretaría de las Mujeres de la Ciudad de México.
XXIV. Estrechar y fortalecer la coordinación de la Ciudad de México con los niveles de gobierno que inciden en la zona metropolitana
XXV. Coordinar operativamente la planeación metropolitana con la participación de las autoridades locales correspondientes y representar al Gobierno de la Ciudad en la concertación con los gobiernos estatales y municipales de la zona metropolitana, así como con el Consejo de Desarrollo Metropolitano y las demás dependencias competentes en las materias señaladas en la Constitución Federal; la Constitución Local; la Ley de Desarrollo Metropolitano y las demás disposiciones relativas, de acuerdo con los diversos instrumentos de planeación y los estudios y diagnósticos que favorezcan la armonización entre políticas y proyectos, su seguimiento y evaluación.
XXVI. Impulsar la formulación de instrumentos en los que se concerte la voluntad política de los gobiernos implicados en la coordinación y gestión regional y metropolitana.
XXVII. Formular y coordinar la implementación de las políticas de desarrollo cívico, así como organizar los actos cívicos del Gobierno de la Ciudad en coordinación con las Alcaldías.
XXVIII. Coordinar las acciones necesarias para garantizar la celebración de las figuras de democracia directa y participativa en los términos previstos por la Constitución y las leyes respectivas. XXIX. Realizar convenios de colaboración o coordinación con la Secretaría de Gobernación de conformidad con la ley y reglamentos federales en materia de asociaciones religiosas y culto público.
XXX. Coordinar con la persona titular de la Alcaldía correspondiente, los avisos o autorizaciones para la realización o celebración de actos de culto público o festividades religiosas.
XXXI. Coordinar, conocer, substanciar y resolver en el ámbito de su competencia, en materia de asuntos religiosos, según lo establezcan la ley o los convenios de colaboración o coordinación que se celebren con las autoridades federales competentes; así como conducir las relaciones del Gobierno de la Ciudad con las asociaciones religiosas.
XXXII. Coordinar las acciones y programas de Gobierno de la Ciudad en el Centro Histórico, tanto en lo relativo al uso de la vía pública y de los espacios públicos, como en la regulación del trabajo, comercio, servicios y espectáculos que se realicen en espacios públicos, para garantizar la convivencia pacífica y el ejercicio de los derechos; asimismo, coadyuvar en las acciones de protección y conservación que realice la Autoridad del Centro Histórico y las instituciones públicas y privadas de acuerdo a lo que determine la ley en la materia.
XXXIII. Proponer y coordinar, en su caso, las acciones de la persona titular de la Jefatura de Gobierno relacionadas con el Sistema Integral de Derechos Humanos, así como participar en su representación ante los órganos de dicho sistema, de acuerdo con lo que establezcan las leyes en la materia.
XXXIV. Atender las demandas, peticiones, conflictos y expresiones de protesta social que se realicen en la vía pública, a través de acciones de diálogo y concertación; y de mecanismos de gestión social para canalizar la demanda ciudadana para que sea atendida y resuelta por las áreas competentes.
XXXV. Coordinar, en el ámbito de sus atribuciones, la actuación de las autoridades de la Ciudad ante las manifestaciones públicas a fin de garantizar la protección de las personas, la convivencia pacífica y el ejercicio de los derechos, de acuerdo con lo que determinen las normas y protocolos en la materia.
XXXVI. Coordinar, en el ámbito de sus atribuciones, las acciones del Gobierno de la Ciudad para la protección integral de personas defensoras de derechos humanos y periodistas, así como participar en los órganos del Mecanismo de acuerdo a lo dispuesto en las normas respectivas.
XXXVII. Emitir, en el ámbito de su competencia y en coordinación con las Alcaldías, los lineamientos generales y medidas administrativas sobre el comercio, trabajo y servicios en la vía pública, que aseguren que estas actividades no se desarrollen en vías primarias, en áreas de acceso y tránsito de hospitales, estaciones de bomberos, en escuelas, en instalaciones del transporte público, en equipamiento o infraestructura destinada a la movilidad de las personas, en las áreas que determinen las instancias de protección civil y en las demás que especifiquen las leyes en la materia.
XXXVIII. Vigilar, sistematizar e impulsar la actualización del padrón del comercio en la vía pública en coordinación con las Alcaldías.
XXXIX. Las demás que le confieran las leyes y otros ordenamientos jurídicos. 

## Estructura Orgánica Básica Actual
La Secretaría de Gobierno del Distrito Federal se encuentra encabezada por el Secretario de Gobierno, designado directamente por el Jefe de Gobierno del Distrito Federal.

Para el despacho de los asuntos que competan a las Dependencias de la Administración Pública, se les adscriben las Unidades Administrativas, las Unidades Administrativas de Apoyo Técnico-Operativo y los Órganos Desconcentrados siguientes:
Artículo 7. Reglamento Interior del Poder Ejecutivo y de la Administración Pública de la Ciudad de México.

I. A la Secretaría de Gobierno: 
- Dirección General de Planeación y Desarrollo Institucional, a la que quedan adscritas: 
  - Dirección Ejecutiva de Desarrollo de Políticas Públicas.
  - Dirección Ejecutiva de Análisis Informativo.
  - Dirección Ejecutiva de Acuerdos.
  - Dirección Ejecutiva de Enlace Institucional.
- Dirección General Jurídica y de Enlace Legislativo.

- La Subsecretaría de Gobierno, a la que quedan adscritas: 
  - Dirección General de Gobierno.
  - Dirección General de Concertación Política, Prevención, Atención Social y Gestión Ciudadana.
- La Subsecretaría de Sistema Penitenciario, a la que quedan adscritas.
  - Dirección General de Atención Especializada para Adolescentes.
    - Dirección Ejecutiva de Asuntos Jurídicos y Derechos Humanos.
    - Dirección Ejecutiva de Prevención y Reinserción Social.
    - Dirección Ejecutiva de Trabajo Penitenciario.
    - Dirección Ejecutiva de Seguridad Penitenciaria.
    - Dirección Ejecutiva de Agentes de Seguridad Procesal.
    - Dirección Ejecutiva de Control y Seguimiento de Sentenciados en Libertad.
- La Dirección General de Coordinación Metropolitana y Enlace Gubernamental, a la que quedan adscritas.
  - Dirección General de Enlace Institucional con los Gobiernos de los Estados.
  - Dirección General de Planeación y Seguimiento.
  - Dirección General de Asuntos Agrarios.
- La Subsecretaría de Programas de Alcaldías y Reordenamiento de la Vía Pública, a la que queda adscrita:
  - Dirección General de Ordenamiento de la Vía Pública del Centro Histórico
  - Dirección General del Instituto de Reinserción Social, a la que queda adscrita
    - Dirección Ejecutiva de Programas de Reinserción.
- Dirección General del Instituto de Reinserción Social.
  - Dirección Ejecutiva de Programas de Reinserción.

### Organismos Desconcentrados
- Secretaría Ejecutiva del Mecanismo de Seguimiento y Evaluación del Programa de Derechos Humanos de la Ciudad de México
- Comisión de Búsqueda de Personas de la Ciudad de México.

### Órganos Administrativos de Apoyo
- Autoridad del Centro Histórico

## Funcionarios actuales
| Cargo                                                                      | Titular                                           |
| -------------------------------------------------------------------------- | ------------------------------------------------- |
| Secretario de Gobierno                                                     | Martí Batres Guadarrama                           |
| Subsecretaría de Sistema Penitenciario                                     | Antonio Hazael Ruiz Ortega                        |
| Secretaría Particular                                                      | Alejandro Sordo Serrano                           |
| Subsecretaría de Gobierno                                                  | Efraín Morales López                              |
| Dirección General Jurídica y de Enlace Legislativo                         | Luis Gustavo Vela Sánchez                         |
| Subsecretaría de Programas de Alcaldías y Reordenamiento de la Vía Pública | Daniel Campos Plancarte                           |
| Dirección General de Administración                                        | Emma Luz López Juárez                             |
| Dirección General de Planeación y Desarrollo Institucional                 | Ernesto Cabrera Brugada                           |
| Dirección General de Coordinación Metropolitana y Enlace Gubernamental     | Guillermo Garduño Aguilar (Encargado de despacho) |

## Secretarios de Gobierno

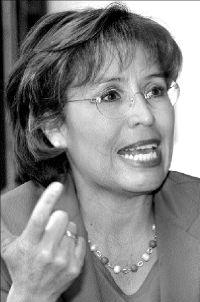
Rosario Robles, 1997-1999

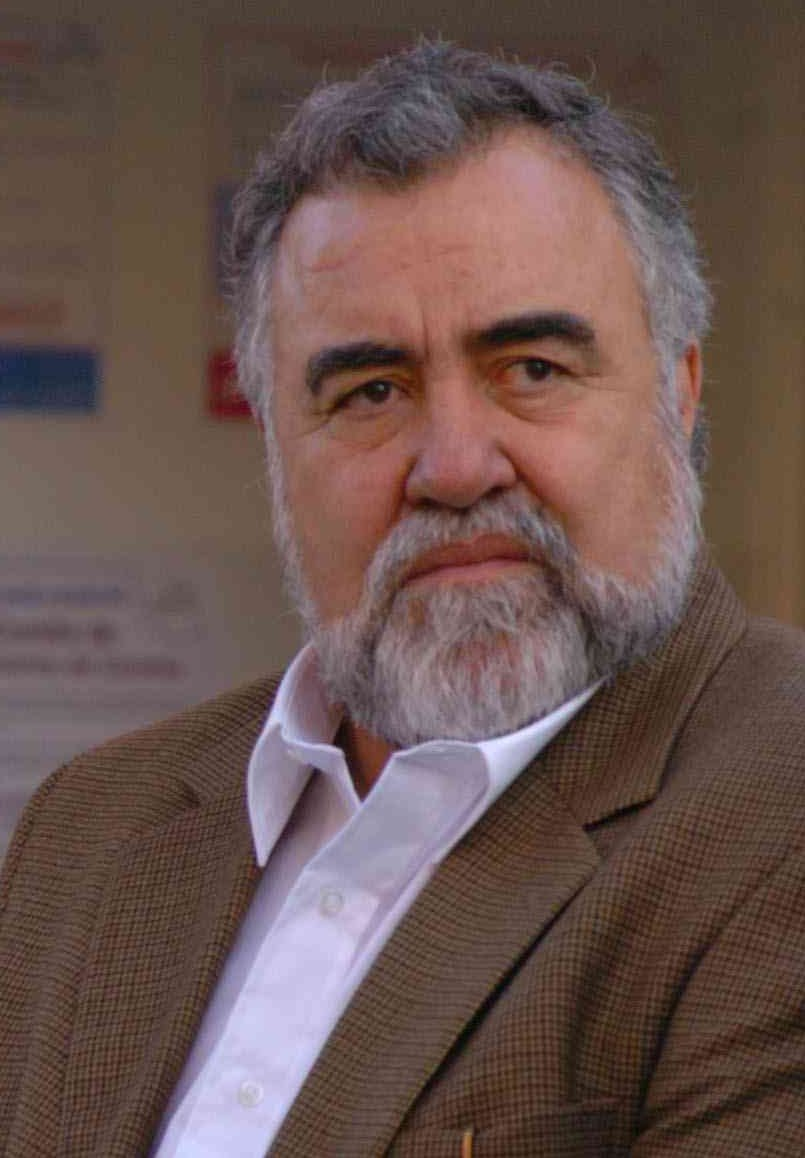
Alejandro Encinas, 2003-2005

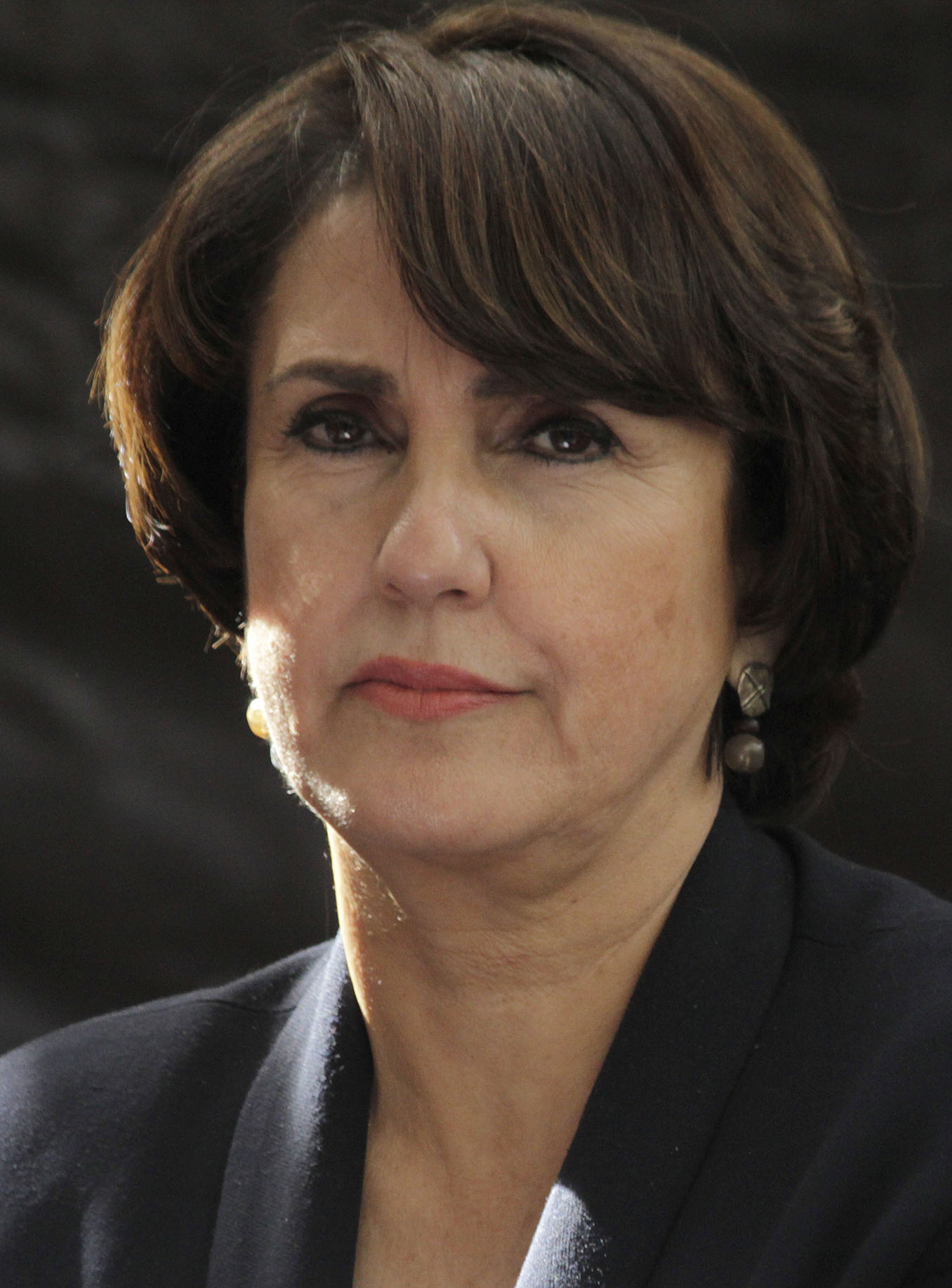
Patricia Mercado, 2015-2018

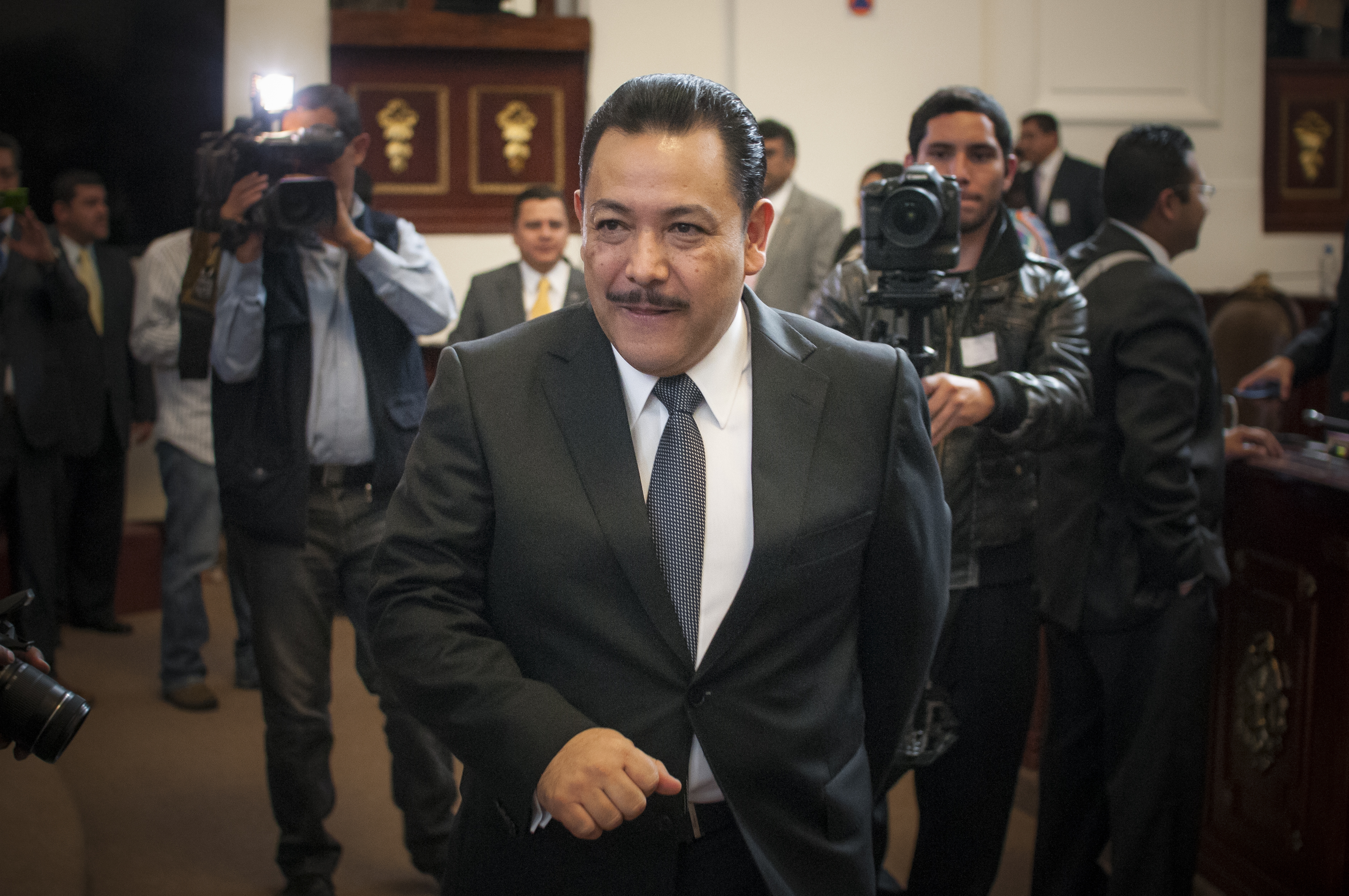
Héctor Serrano Cortés, 2012-2015

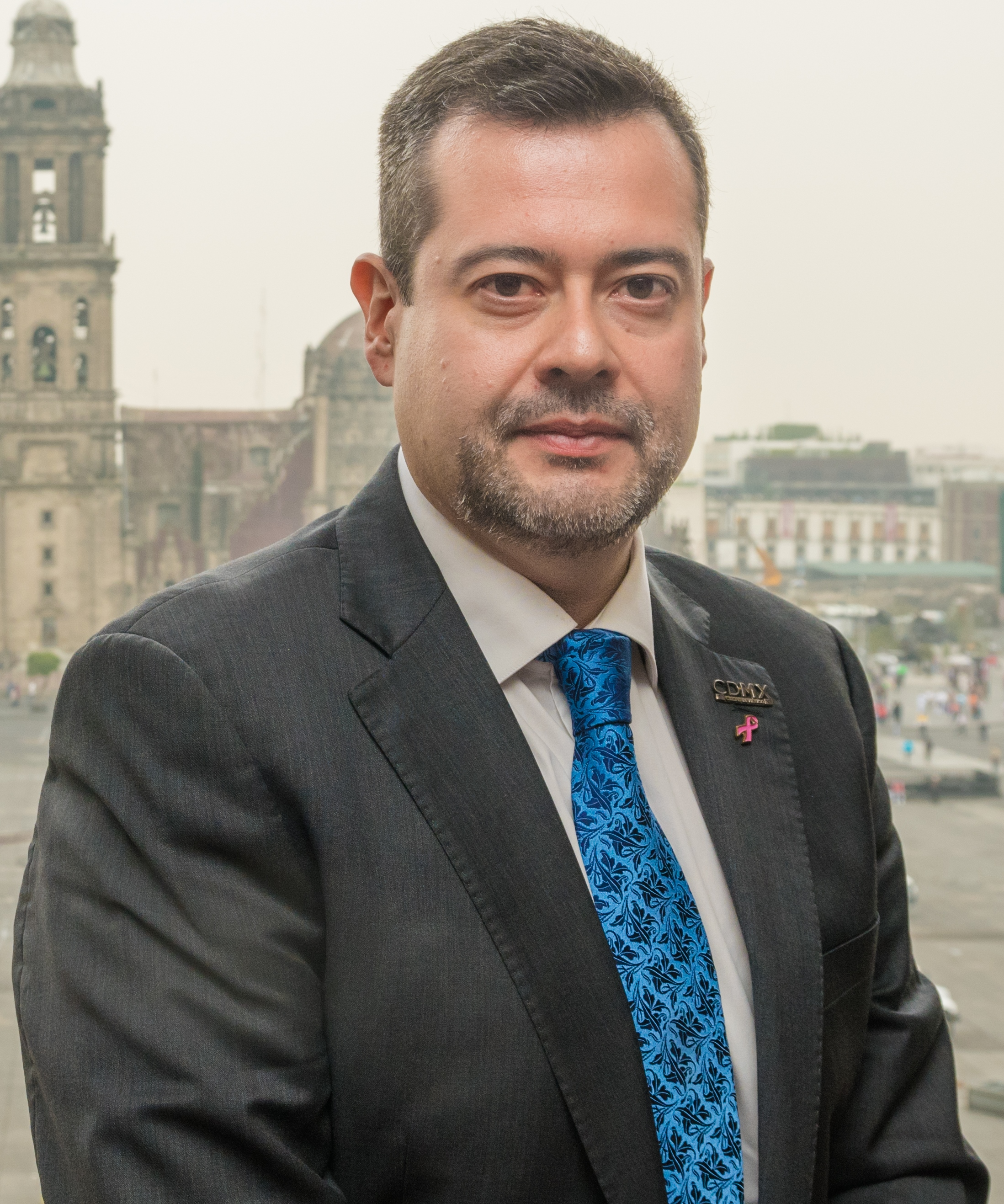
José Ramón Amieva Gálvez, 2018

| Jefe de Gobierno              | Titular                      | Inicio                   | Término                  |
| ----------------------------- | ---------------------------- | ------------------------ | ------------------------ |
| Cuauhtémoc Cárdenas Solórzano | Rosario Robles Berlanga      | 5 de diciembre de 1997   | 28 de septiembre de 1999 |
| Rosario Robles Berlanga       | Leonel Godoy Rangel          | 29 de septiembre de 1999 | 4 de diciembre de 2000   |
| Andrés Manuel López Obrador   | José Agustín Ortiz Pinchetti | 4 de diciembre de 2000   | 20 de marzo de 2003      |
| Andrés Manuel López Obrador   | Alejandro Encinas Rodríguez  | 21 de marzo de 2003      | 29 de julio de 2005      |
| Alejandro Encinas Rodríguez   | Ricardo Ruiz Suárez          | 2 de agosto de 2005      | 4 de diciembre de 2006   |
| Marcelo Ebrard Casaubón       | José Ángel Ávila Pérez       | 5 de diciembre de 2006   | 26 de marzo de 2012      |
| Marcelo Ebrard Casaubón       | Héctor Serrano Cortés        | 27 de marzo de 2012      | 4 de diciembre de 2012   |
| Miguel Ángel Mancera Espinosa | Héctor Serrano Cortés        | 31 de julio de 2015      | 5 de diciembre de 2012   |
| Miguel Ángel Mancera Espinosa | Patricia Mercado Castro      | 1 de agosto de 2015      | 22 de febrero de 2018    |
| Miguel Ángel Mancera Espinosa | José Ramón Amieva Gálvez     | 23 de febrero de 2018    | 29 de marzo de 2018      |
| José Ramón Amieva Gálvez      | Guillermo Orozco Loreto      | 21 de abril de 2018      | 4 de diciembre de 2018   |
| Claudia Sheinbaum Pardo       | Rosa Icela Rodríguez         | 5 de diciembre de 2018   | 25 de julio de 2020      |
| Claudia Sheinbaum Pardo       | José Alfonso Suárez del Real | 26 de julio de 2020      | 14 de julio de 2021      |
| Claudia Sheinbaum Pardo       | Martí Batres Guadarrama      | 15 de julio de 2021      | 16 de junio de 2023      |
| Martí Batres Guadarrama       | Ricardo Ruiz Suárez          | 16 de junio de 2023      | 4 de octubre de 2024     |
| Clara Brugada Molina          | César Cravioto Romero        | 5 de octubre de 2024     | Presente                 |